# Les enfants du Forez
Actualités
Les Enfants du Forez de Feurs Rozier est un club de basket-ball français basé à Feurs et évoluant en NM1 lors de la saison 2024-2025.

## Historique
- 1928 : Création de la section basket.
- 1965 : Inauguration de la salle A . Fayard.
- 1978 : Accession en championnat de Nationale 4 Masculine.
- 1982 : 32e de finale Coupe de France.
- 1986 : Accession des féminines en championnat Lyonnais.
- 1987 : Retour en champ. Nationale 4 Masculine et réfection du sol de la salle Fayard.
- 1988 : Accession en championnat Nationale 3 Masculine, record d'affluence battu avec 1200 personnes contre BC Montbrison, création du comité de gestion des seniors 1 Masculins.
- 1990 : Réfection du foyer Sardin.
- 1993 : Spectacle de basket acrobatique au tournoi international par des jeunes du club... Aigles du Forez... Crazy Dunkers.
- 1994 : Equipe masculine 2e en NM3, record d'affluence battu avec 1250 personnes contre JL Bourg-en-Bresse, signature de la convention de partenariat avec AS Rozier-en-Donzy Basket, lancement des stages/camps de basket en été.
- 1995 : Accession en Nationale 2 Masculine.
- 1997 : Accession en Nationale 3 Féminine, accession équipe cadets en championnat France groupe A, inauguration de la Halle des Sports.
- 1998 : 70e Anniversaire et record du monde avec 25 heures de basket non-stop
- 1999 : Equipe masculine Vice-Championne de France de Nationale 2 et Accession à la Nationale 1, 16e de finale Coupe de France contre Montpellier (Pro A), Romain Tillon sélectionné en équipe de France Juniors.
- 2000 : Retour en championnat Nationale 3 Féminine.
- 2001 : Ouvertures des classes Basket au collège Marcellin Champagnat de Feurs, record d'affluence battu avec 1800 personnes à la Halle des Sports contre Quimper.
- 2002 : 4e place en Championnat de Nationale 1.
- 2003 : Retour en championnat de Nationale 3 Féminine, 20e Tournoi international féminin Minimes.
- 2006 : Création de l'école d'arbitrage et lancement des concours de lancers-francs inter-clubs à la mi-temps des matches NM1
- 2007 : Signature convention de partenariat avec Chorale de Roanne.
- 2024 : fusion entre les Enfants du Forez et Basket Rozier sous le nom Enfants du Forez Feurs-Rozier[1].

## Identité du club

### Logos

Ancien logo.
Logo depuis 2024.

## Personnalités du club

### Présidents
- 2007-2021 :  Éric Sardin
- 2021- :  Samuel Tillon

### Entraîneurs
- Déc. 2007-2011 :  Patrick Maucouvert
- 2011-2012 :  Romain Truchan
- 2012-2015 :  Hugues Vanrentergeem
- 2015-2019 :  Julien Cortey
- Juil.-déc. 2019 :  Benjamin Avon
- Janv-avr. 2020 :  Timothée Michel & Loïc Quiblier (intérim)
- 2020- :  Romain Tillon

### Joueurs marquants
- Xavier Delarue
- Romain Tillon
- Thomas Dufournel
- Mahdi Sayeh
- Ibrahima Chérif Haidara

## Budget
- 2017-2018 : 370 000 € (NM2)[2]
- 2018-2019 : 650 000 € (NM1)[2]
- 2022-2023 : 660 000 € (NM1)[3]
- 2023-2024 : 700 000 € (NM1)[3]